# Wellington (Nova Gales do Sul)

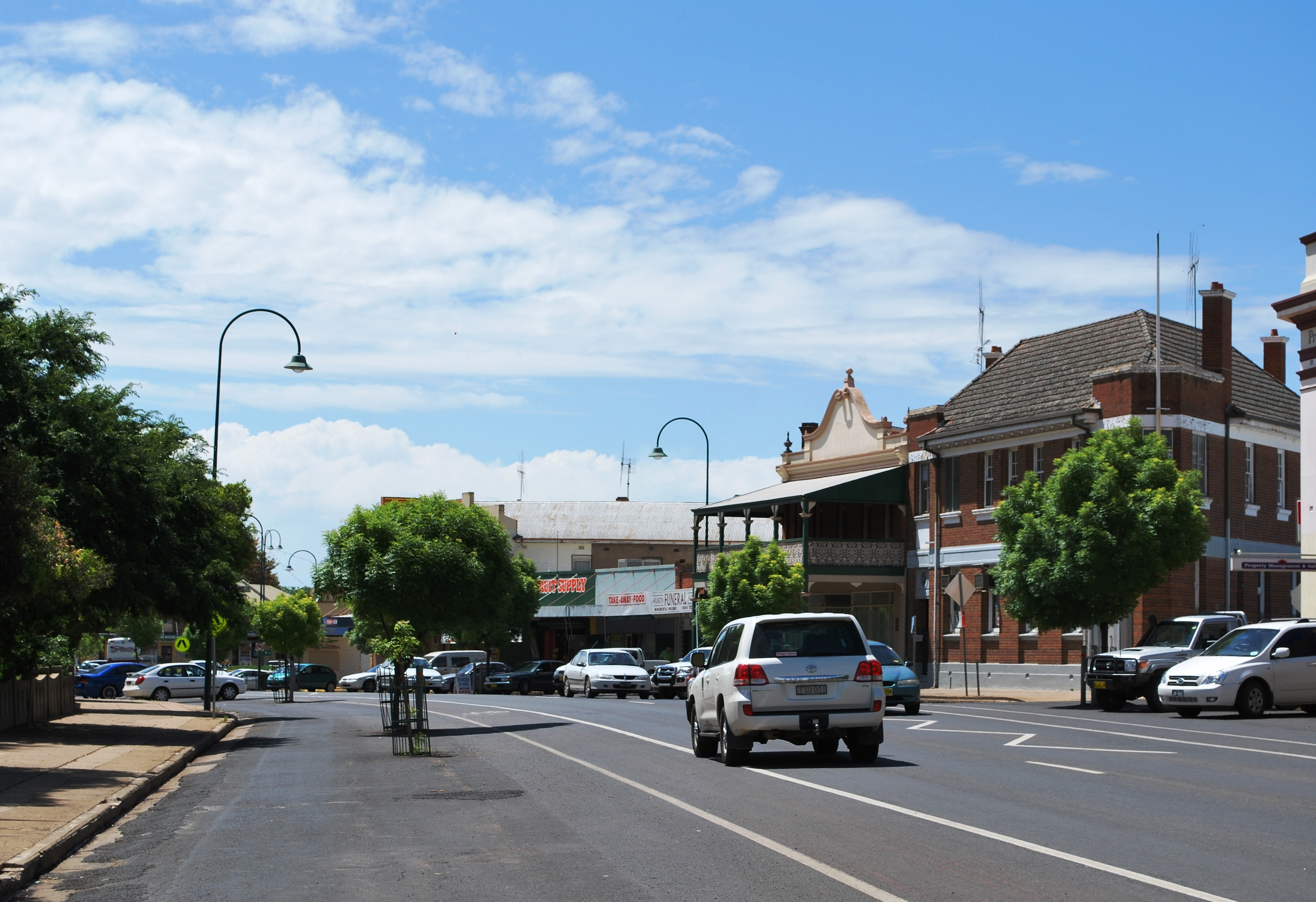
Main Street

Wellington é uma cidade localizada no estado de Nova Gales do Sul, Austrália, a 362 quilômetros de Sydney.